# Ауденарде (окръг)
Ауденарде (на нидерландски: Oudenaarde) е окръг в Северна Белгия, провинция Източна Фландрия. Площта му е 419 km², а населението – 123 868 души (по приблизителна оценка от януари 2018 г.). Административен център е град Ауденарде.